# Marktwert
Marktwert (englisch market value) ist der Wert, der einem Wirtschaftsobjekt auf einem Markt durch den Marktpreis von den Marktteilnehmern beigemessen wird.

## Allgemeines
Zu den Wirtschaftsobjekten gehören körperliche Güter wie Waren, Handelswaren oder Commodities und immaterielle Güter wie Dienstleistungen oder Forderungen. Bei den meisten Geschäften des Alltags lässt sich der Marktwert anhand des Preises ermitteln. Ein Preis  ergibt sich dort, wo ein (aktiver) Markt existiert.  Beim aktiven Markt handelt es sich um einen liquiden Markt mit homogenen (also Präferenzfreien) Produkten und der Öffentlichkeit zugänglichen Marktpreisen (IAS 36.5).
Wenn der Marktwert nicht als Geldbetrag, sondern als Stückzahl oder Menge einer als Gegenleistung zu tauschenden Ware angegeben wird, spricht man vom Tauschwert.

## Geschichte
Der Wert ist seit Mai 1897 ein Rechtsbegriff, als er erstmals im deutschen Handelsgesetzbuch (HGB) auftauchte. In § 429 Abs. 3 HGB ist heute noch geregelt, dass der Frachtführer bei verlorenen Gütern Schadensersatz zu leisten hat, wobei sich der Wert des Gutes nach dem Marktpreis, sonst nach dem gemeinen Wert von Gütern gleicher Art und Beschaffenheit bestimmt. Das Reichsgericht (RG) definierte im Anschluss hieran im Juni 1919 den „gemeinen Wert“ als der im Handelsverkehr zu erzielende Durchschnittspreis, der dem Handelspreis und dem Marktpreis entspreche. Es sei der Wert, den eine Sache nach ihrer objektiven Beschaffenheit für jedermann habe. Im Juni 1960 schuf das Baurecht im Baugesetzbuch den Begriff des Verkehrswerts.
Die TEGoVA (The European Group of Valuer’s Associations) definierte im Jahre 1997 den Marktwertbegriff im Immobiliensektor: „Der Marktwert ist der geschätzte Betrag, für welchen ein Immobilienvermögen am Tag der Bewertung zwischen einem verkaufsbereiten Veräußerer und einem kaufbereiten Erwerber, nach angemessenem Vermarktungszeitraum, in einer Transaktion im gewöhnlichen Geschäftsverkehr ausgetauscht werden sollte, wobei jede Partei mit Sachkenntnis, Umsicht und ohne Zwang handelt.“

## Marktwerte in Gesetzen
In § 9 BewG ist dispositiv und steuerrechtlich festgelegt, dass bei Bewertungen der gemeine Wert zugrunde zu legen ist. Dabei wird der gemeine Wert durch den Preis bestimmt, der im gewöhnlichen Geschäftsverkehr nach der Beschaffenheit des Wirtschaftsgutes bei seiner Veräußerung zu erzielen wäre. Dabei sind alle Umstände, die den Preis beeinflussen, zu berücksichtigen. Ungewöhnliche oder persönliche Verhältnisse sind nicht zu berücksichtigen (§ 9 Abs. 2 BewG). Die handelsrechtlichen Bewertungsvorschriften des § 255 Abs. 4 HGB setzen den Marktpreis mit dem beizulegenden Wert (englisch Fair Value) gleich. Handelt es sich nicht um einen aktiven Markt, ist der beizulegende Zeitwert mit Hilfe allgemein anerkannter Bewertungsmethoden zu bestimmen. Der Marktwert ist wie der Zeitwert eine Wertkonvention. Bei Grundstücken, grundstücksgleichen Rechten, Immobilien und Schiffen ist der Marktwert ein geschätzter Wert.
Nach § 1 Abs. 1 ImmoWertV ist die ImmoWertV seit Mai 2010 bei der Schätzung der Verkehrswerte (Marktwerte) von Grundstücken, ihrer Bestandteile sowie ihres Zubehörs anzuwenden. Gemäß § 4 Abs. 1 Schiffsbeleihungswertverordnung (SchiffsBelWV) vom Mai 2008 setzt sich der Beleihungswert von Schiffen aus dem aktuellen Marktwert, dem durchschnittlichen Marktwert der letzten zehn Jahre und dem Neubau- oder Kaufpreis des Schiffes zusammen. Nach der Legaldefinition des § 9 Abs. 1 SchiffsBelWV ist der aktuelle Marktwert „der geschätzte Betrag, für welchen ein Schiff am Bewertungsstichtag zwischen einem verkaufsbereiten Verkäufer und einem kaufbereiten Erwerber, nach angemessenem Vermarktungszeitraum, in einer Transaktion im gewöhnlichen Geschäftsverkehr verkauft werden könnte, wobei jede Partei mit Sachkenntnis, Umsicht und ohne Zwang handelt“. Im Baurecht wird der Marktwert mit dem Verkehrswert gleichgesetzt (§ 194 BauGB). Am häufigsten kommt der Marktwert als Wertkonvention in der für Kapitalanlagegesellschaften geltenden Derivateverordnung vor, ohne dass sie ihn definiert. Bei den hierin geregelten Derivaten gilt als Marktwert der Barwert der erwarteten zukünftigen Zahlungen.

## Marktwerte in verschiedenen Fachgebieten

### Börse und Bankwesen
Im Börsenwesen ist der Börsenkurs von Wertpapieren, Devisen oder Sorten der Marktpreis und ihr Kurswert der Marktwert. Der Shareholder Value ist der Marktwert des Eigenkapitals. Die Marktkapitalisierung ist der Marktwert aller Aktien eines börsennotierten Unternehmens, der Unternehmenswert ist der Marktwert eines ganzen Unternehmens. Marktwert und Bilanzwert von Unternehmen weichen im Regelfall voneinander ab. Der Bilanzwert reflektiert das sich aus der Bilanz eines Unternehmens ergebende Reinvermögen. Er ist nicht geeignet, den Marktwert eines gesamten Unternehmens zu erklären. Der Tobin’s Q eignet sich ebenso für die Unternehmensbewertung wie Substanzwert-, Ertragswertverfahren oder weitere Methoden. Der Verkehrswert wird in verschiedenen Branchen zur Wertermittlung herangezogen, so beispielsweise bei Kraftfahrzeugen oder Immobilien.
Im Bankwesen spielt der Marktwert als Grundlage bei der Sicherheitenbewertung von Kreditsicherheiten und bei der Bankbilanzierung von derivativen Bankgeschäften eine wesentliche Rolle. Bei den Kreditsicherheiten werden bankenaufsichtsrechtlich Immobilien in den Vordergrund gestellt, was auf andere Kreditsicherheiten entsprechend angewandt werden kann. Gemäß Art. 4 Abs. 1 Nr. 76 Kapitaladäquanzverordnung ist der Marktwert im Hinblick auf Immobilien der geschätzte Betrag, „zu dem die Immobilie am Tag der Bewertung nach angemessenem Marketing im Rahmen eines zu marktüblichen Konditionen getätigten Geschäfts, das die Parteien in Kenntnis der Sachlage, umsichtig und ohne Zwang abschließen, vom Besitz eines veräußerungswilligen Verkäufers in den Besitz eines kaufwilligen Käufers übergehen dürfte“. Eine ähnliche Regelung findet sich in § 16 Abs. 2 PfandBG als der geschätzte Betrag, „für welchen ein Beleihungsobjekt am Bewertungsstichtag zwischen einem verkaufsbereiten Verkäufer und einem kaufbereiten Erwerber, nach angemessenem Vermarktungszeitraum, in einer Transaktion im gewöhnlichen Geschäftsverkehr verkauft werden könnte, wobei jede Partei mit Sachkenntnis, Umsicht und ohne Zwang handelt“. Der Marktwert eines Derivats leitet sich aus dem Marktwert des zugrunde liegenden Basiswertes ab. Am Tag des Geschäftsabschlusses ist noch kein Marktwert vorhanden, danach kann sich ein positiver oder negativer Marktwert entwickeln. Nur letzterer ist am Bilanzstichtag in Form einer Rückstellung zu berücksichtigen. Damit ergibt sich für Banken ein Marktrisiko aus der negativen Veränderung der Marktwerte.

### Versicherungswesen
Im Versicherungswesen sind Zeitwert, Neuwert und Wiederbeschaffungswert verwendete und dem Marktwert nahekommende Begriffe; der Zeitwert ist zudem die Differenz zwischen dem tatsächlichen Kurs eines Optionsscheines und seinem inneren Wert.

### Unternehmensbilanzierung
Bei der Bilanzierung sagen Marktwert und Buchwert etwas über das bilanzielle oder ökonomische Risiko aus. Gesetzliche Bewertungsvorschriften sorgen hierbei auch dafür, dass das bilanzielle Risiko das ökonomische im Regelfall nicht übersteigt. Steigt beispielsweise der Marktwert eines Wertpapiers über seinen Buchwert, ist das ökonomische Risiko größer als das bilanzielle (stille Reserven). Sinkt hingegen der Marktwert unter den Buchwert, sind ökonomisches und bilanzielles Risiko identisch, weil das Niederstwertprinzip eine Abschreibung vorschreibt. Der Marktwert von verzinslichen Geschäften (Tagesgeld, Termingeld) hängt von der Bonität des Schuldners, Betrag, Laufzeit und Zinssatz ab. Derivate weisen im Zeitpunkt des Geschäftsabschlusses einen Marktwert von Null auf und sind dann bilanziell ein ausgeglichenes schwebendes Geschäft. Lediglich ein während der Laufzeit entstehender negativer Marktwert stellt einen drohenden Verlust dar, wofür nach § 249 Abs. 1 Satz 1 HGB eine Rückstellung vorzunehmen ist. Liegt der Marktwert über einen angenommenen fairen Wert, spricht man von einer Überbewertung, im umgekehrten Fall von einer Unterbewertung.

### Kunstwerke
Der Marktwert von Kunstwerken (bildende Kunst, Antiquitäten) auf dem Kunstmarkt ist nicht fester Bestandteil eines Kunstwerkes, sondern wird ihm von außen beigemessen. Er ist kaum anhand objektiver Maßstäbe bestimmbar, denn es treffen subjektive, vom Käufer ausgehende Symbolwerte auf ästhetische Werte. Der Marktwert eines Kunstwerkes findet seine Objektivierung im Marktpreis. Der (objektive) Tauschwert spiegelt dabei den subjektiven Wert eines Kunstgutes wider, der wiederum durch den gestifteten Nutzen bestimmt wird. Wertbestimmungskriterien sind der Bekanntheitsgrad und Wiedererkennungswert des Künstlers, Materialwert, Unikat, Modetrend; langfristig ist jedoch der „ästhetische Wert“ maßgeblich. Zur Verringerung des Preisrisikos können Gutachten, die auch die Echtheit bestätigen, eine wichtige Hilfe bieten.

### Profifußball
Auch Profifußballspieler haben auf dem Transfermarkt einen Marktwert. Dieser errechnet sich objektiv aus dem Bilanzwert des Spielers bei seinem Fußballverein und dem Vielfachen des Jahresgehalts des Spielers. Subjektive Merkmale, die letztlich beim Transfer in die Ablösesumme einfließen, können zudem der sportliche Erfolg (geschossene Tore), die gesundheitliche Verfassung und das Lebensalter sein. Durch Vertragsverhandlungen, vertraglich festgeschriebene Ablösesummen oder auslaufende Verträge kann sich die Ablösesumme vom Marktwert unterscheiden. Der Mathematiker Christian Hesse wies 2012 nach, dass der durchschnittliche Marktwert einer der Fußball-Bundesliga angehörenden Fußballmannschaft mit ihrem zum Ende der Saison 2007/08 erreichten Tabellenplatz bei einem sehr hohen Korrelationskoeffizienten von 0,80 positiv korrelierte, so dass die enormen Transfersummen berechtigt seien.

## Volkswirtschaftslehre
In der Volkswirtschaftslehre kann das Bruttoinlandsprodukt als der Marktwert aller für den Endverbrauch bestimmten Güter und Dienstleistungen definiert werden, die innerhalb eines bestimmten Zeitraumes in einem Staat produziert wurden.

## Marktwertmaximierung
Marktwertmaximierung ist in der Kapitalmarkttheorie das Unternehmensziel von Marktteilnehmern, im Rahmen ihres Marktverhaltens Handelsobjekte zu handeln, durch die ihnen der größtmögliche Nutzen zukommt. Sie streben eine Wertsteigerung durch den optimalen Einsatz ihres verfügbaren Eigenkapitals an. Die Marktwertmaximierung wird in der US-amerikanischen und deutschen Fachliteratur seit 1977 als Unternehmensziel diskutiert. Sie gilt nur dann, wenn zwischen den Aktionären Einmütigkeit besteht. Ist der Kapitalmarkt in der Lage, die individuellen Präferenzen der Eigentümer auszugleichen, wird Einmütigkeit erreicht.
Das Fisher-Separationstheorem bei einem vollkommenen und vollständigen Kapitalmarkt zeigt, dass die Investoren den Einkommensstrom aus der Investitionstätigkeit in für sie optimale Konsumströme transformieren können, wodurch die Marktwertmaximierung für alle Marktteilnehmer optimal ist. Bei einem unvollkommenen und unvollständigen Kapitalmarkt kann dagegen Marktwertmaximierung erreicht werden, wenn die Competitivity-Bedingung und die Spanning-Bedingung gleichzeitig erfüllt werden.
Unterschieden wird zwischen der allgemeinen und der individuellen Marktwertmaximierung. Letztere wird Shareholder Value genannt. Eine allgemeine Marktwertmaximierung betrifft alle Handelsobjekte des Kapitalmarkts. Aktionäre bevorzugen die Aktien derjenigen Aktiengesellschaften, deren Unternehmensplanung die Börsenkapitalisierung am höchsten werden lässt. Dies kann übertragen werden auf alle nicht an der Wertpapierbörse notierten Unternehmen, bei denen als Kenngröße der Unternehmenswert gilt. Werden Börsenkapitalisierung oder Unternehmenswert maximiert, ist das Ziel der Marktwertmaximierung erfüllt.

## Übertragene Bedeutungen
Der Begriff ist auch im Personalwesen (Entlohnung, Renommée) sowie umgangssprachlich im Bereich potentieller interpersoneller Partnerschaften (Attraktivität) verbreitet.